# Trichónion
Trichónion (Trichonion, Trichonio, Trichoni) är en ort i Grekland.   Den ligger i prefekturen Nomós Aitolías kai Akarnanías och regionen Västra Grekland, i den centrala delen av landet, 200 km väster om huvudstaden Aten. Trichónion ligger 28 meter över havet och antalet invånare är 165. Den ligger vid sjön Límni Trichonída.
Terrängen runt Trichónion är kuperad åt sydost, men åt nordväst är den platt.Runt Trichónion är det ganska tätbefolkat, med 56 invånare per kvadratkilometer. Närmaste större samhälle är Agrínio, 14,2 km nordväst om Trichónion. I omgivningarna runt Trichónion växer i huvudsak blandskog.